# Bowlus
Bowlus è un comune degli Stati Uniti d'America, situato nello Stato del Minnesota, nella Contea di Morrison.

## Storia
Molti dei primi coloni nell'area di Bowlus erano emigranti dalla Slesia in Polonia. Bowlus è stata pianificata nel 1907 e nominata dagli ufficiali della Minneapolis, St. Paul and Sault Ste. Marie Railroad. Un ufficio postale è operativo dal 1907. Fu incorporato come villaggio nel settembre 1908; nel febbraio 1919, Bowlus si separò dalla Two Rivers Township.
Grazie ai vasti boschi di querce, aceri, olmi e pini bianchi, il legname fu significativo nell'economia della storia antica di Bowlus, con la presenza di una segheria, un deposito di legname e una fabbrica di barili. La Bowlus Brick & Tile Co. è stata organizzata per estrarre l'argilla laminata depositata nell'area dal fiume Two.